# Nora Gregor

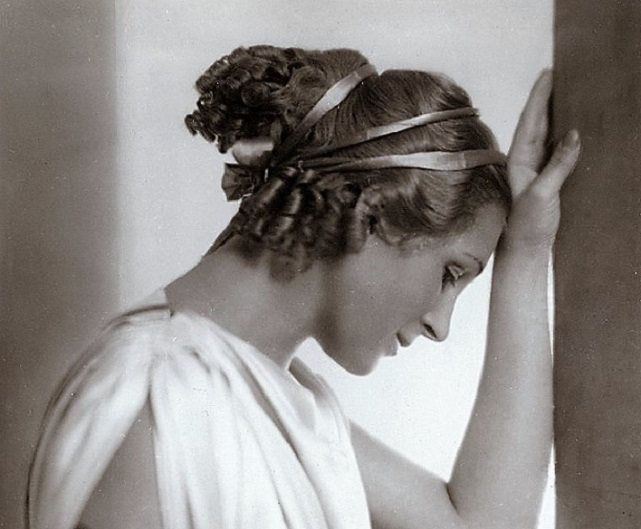
Nora Gregor (1937)

Nora Gregor (* 3. Februar 1901 in Görz, Kronland Görz und Gradiska, Österreich-Ungarn; † 20. Jänner 1949 in Viña del Mar, Chile) war eine österreichische Schauspielerin.

## Leben
Nora Gregor erhielt Schauspielunterricht in Graz und debütierte dort 1918. Im Alter von 19 Jahren trat sie erstmals in einem Stummfilm auf. Erste Erfolge feierte sie 1922/23 am Wiener Raimundtheater. 1925 spielte sie in Berlin am Deutschen Theater bei Max Reinhardt, der 1924–1933 gleichzeitig in Wien das Theater in der Josefstadt leitete. Dort war Gregor 1923/24 und 1926 bis 1930 engagiert. In erster Ehe war sie 1925–1934 mit dem deutschen Pianisten und Tanzorchester-Leiter Mitja Nikisch (1899–1936) verheiratet.
Nora Gregor verkörperte häufig adelige junge Damen wie die Fürstin Zamikoff im Homosexualität thematisierenden Film Michael. 1930/31 war sie in Hollywood und wirkte in mehreren amerikanischen Produktionen mit. Gleichzeitig stand sie in Los Angeles auf der Bühne. Zurückgekehrt, gehörte sie 1933–1937 zum Ensemble des Wiener Burgtheaters und wurde 1937 zur Kammerschauspielerin ernannt.
Seit 2. Dezember 1937 war Nora Gregor in zweiter Ehe (auch von seiner Seite) mit dem Führer der 1936 von der Diktaturregierung aufgelösten Heimwehr, Ernst Rüdiger Starhemberg, verheiratet. Sie emigrierte mit ihm 1937 aus Gründen, die in seiner politischen Haltung lagen. Während des „Anschlusses“ Österreichs im März 1938 war sie mit ihrem Mann daher in der Schweiz. Da der Austrofaschist Starhemberg im nationalsozialistischen Österreich gefährdet gewesen wäre, konnten sie nicht zurück nach Wien, sondern gingen nach Paris. Dort spielte Gregor unter der Regie von Jean Renoir in dessen Film La Regle du Jeu (Die Spielregel) die Hauptrolle, die Comtesse Christine de la Chesnais. Der Film gilt heute als ihre größte Leistung auf der Kinoleinwand.
Was Nora Gregor an dem äußerlich nicht übermäßig attraktiven, jedoch extrem militanten Heimwehrbund-Führer, Austrofaschisten und kurzzeitigen Vizekanzler des Dollfuß/Schuschnigg’schen Ständestaats faszinierte, blieb bislang völlig unaufgeklärt. Ohne Gregors geistige Nähe zu Starhembergs faschistischen Vorstellungen ist eine Verbindung, gar Liebe jedoch schwer vorstellbar. „Dessen politisches Scheitern wurde von Zeitgenossen und Historikern nicht zuletzt auf seinen unsteten und sprunghaften Charakter zurückgeführt“.
Während des Krieges floh Nora Gregor mit Ehemann Starhemberg, der sich mit den Nationalsozialisten völlig überworfen hatte, und Sohn Heinrich mit Zwischenstationen 1942 letztlich nach Argentinien und reiste nach der Scheidung von Starhemberg (deren Gründe unbekannt geblieben sind) nach Chile, wo sie unter dem französischen Regisseur Jacques Rémy (1911–1981) von 1943 bis 1945 am Film Le Moulin des Andes (wörtlich: Die Mühle der Anden) mitwirkte, der ihr letzter bleiben sollte. Ihr angeblicher Versuch, nach 1945 an das Wiener Burgtheater zurückzukehren, soll wegen Starhembergs bleibendem Einfluss erfolglos geblieben sein. 1949 starb Nora Gregor mit nur 48 Jahren in Chile an einem Herzinfarkt oder verübte anderen (eher unwahrscheinlichen) Angaben zufolge Suizid. 
Starhemberg, dem sie möglicherweise ihre Schauspielerkarriere geopfert hatte, überlebte sie um sieben Jahre in Österreich. Dort attackierte er einen Fotografen mit dem Spazierstock und geriet dabei derart in Aufregung, dass er einen Herzanfall erlitt und an Ort und Stelle verstarb.

## Filmografie
- 1920: Wie Satan starb
- 1921: Das grinsende Gesicht
- 1921: Meriota, die Tänzerin
- 1921: Der Schauspieler des Kaisers
- 1921: Die Venus
- 1922: Meriota, die Tänzerin
- 1922: Der Mann, der das Lachen verlernte
- 1922: Die Tochter des Brigadiers
- 1922: Die trennende Brücke
- 1922: Stärker als der Tod
- 1923: Irrlichter der Tiefe
- 1923: Die kleine Sünde
- 1923: Moderne Laster
- 1924: Michael
- 1925: Das Mädchen mit der Protektion
- 1925: Der Mann, der sich verkauft
- 1926: Der Geiger von Florenz
- 1927: Eheskandal im Hause Fromont jr. und Risler sen.
- 1930: Olympia
- 1930: Mordprozeß Mary Dugan
- 1931: Wir schalten um auf Hollywood
- 1931: … und das ist die Hauptsache!?
- 1932: But the Flesh Is Weak
- 1933: Was Frauen träumen
- 1933: Abenteuer am Lido
- 1939: Die Spielregel (La Règle du jeu)
- 1945: Le Moulin des Andes (in Chile: La fruta mordida)